# Альбський ярус
| Система/ Період                                                       | Відділ/ Епоха    | Ярус/ Вік           | Вік (млн років) | Вік (млн років) |
| --------------------------------------------------------------------- | ---------------- | ------------------- | --------------- | --------------- |
| Палеоген, P                                                           | Палеоцен, P1     | Данський, P1d       | молодше         | молодше         |
| Крейда, K                                                             | Верхня/Пізня, K2 | Маастрихтський, K2m | 66,0            | 72,1            |
| Крейда, K                                                             | Верхня/Пізня, K2 | Кампанський, K2km   | 72,1            | 83,6            |
| Крейда, K                                                             | Верхня/Пізня, K2 | Сантонський, K2s    | 83,6            | 86,3            |
| Крейда, K                                                             | Верхня/Пізня, K2 | Коньякський, K2k    | 86,3            | 89,8            |
| Крейда, K                                                             | Верхня/Пізня, K2 | Туронський, K2t     | 89,8            | 93,9            |
| Крейда, K                                                             | Верхня/Пізня, K2 | Сеноманський, K2c   | 93,9            | 100,5           |
| Крейда, K                                                             | Нижня/Рання, K1  | Альбський, K1alb    | 100,5           | ~113,0          |
| Крейда, K                                                             | Нижня/Рання, K1  | Аптський, K1apt     | ~113,0          | ~125,0          |
| Крейда, K                                                             | Нижня/Рання, K1  | Баремський, K1br    | ~125,0          | ~129,4          |
| Крейда, K                                                             | Нижня/Рання, K1  | Готерівський, K1g   | ~129,4          | ~132,9          |
| Крейда, K                                                             | Нижня/Рання, K1  | Валанжинський, K1v  | ~132,9          | ~139,8          |
| Крейда, K                                                             | Нижня/Рання, K1  | Беріаський, K1b     | ~139,8          | ~145,0          |
| Юра, J                                                                | Верхня/Пізня, J3 | Титонський, J3tt    | древніше        | древніше        |
| Підрозділи Крейдової системи наведені згідно МКС, станом на 2018 рік. |                  |                     |                 |                 |
| п о р                                                                 |                  |                     |                 |                 |

Альбський вік і ярус, альб (рос. альбский ярус, альб; англ. Albian; нім. Alb, Albien) — верхній (шостий знизу) геологічний ярус ранньокрейдової епохи крейдової системи. Включає відклади, утворені протягом альбського віку, що тривав від приблизно 113 до 100,5 млн років тому. Вперше встановлений 1842 року французьким натуралістом і палеонтологом Альсідом д'Орбіньї біля річки Альба (тепер Об) у Франції. 

## Стратиграфія
Альбський ярус підрозділяється на три під'яруси: нижній, середній та верхній. Деякі геологи називали альбський ярус гольтським ярусом (гольтом).

## Палеонтологія
Провідними окам'янілостями альбського ярусу є амоніти:
- Stoliczkaia dispar,
- Hoplites dentatus,
- Douvilleiceras mammillatum,
- Leymeriella tardefurcata

а також белемніти, пелециподи, форамініфери, спори та пилок.

## Відклади
Відклади альбу:
- морські — глини, аргіліти, мергелі, фліш піскувато-глинистий, гравеліти, пісковики;
- континентальні — піскувато-глинисті, вуглисті і каолінітизовані утворення; вулканогенні породи[2].

Потужність відкладів альбу становить від 4 до 800 м. Альбські відклади залягають з перервою, або безперервно на аптських утвореннях, і перекриваються згідно (рідко з перервою) відкладами сеноманського ярусу. Відклади альбського ярусу перспективні на поклади нафти й природного газу.
Відклади альбського яруса поширені в: Середньому Поволжі, Урало-Ембинському районі, Копет-Даг, у Північній Америці, Західній Європі та ін.

### В Україні
В України відклади зустрічаються в Дніпровсько-Донецькій і Причорноморській западинах, Карпатах, на Кримському півострові). На території України ярус вперше виділений К. М. Феофілактовим 1851 року.